# Allograpta aenea
Allograpta aenea är en tvåvingeart som först beskrevs av Hull 1937.  Allograpta aenea ingår i släktet Allograpta och familjen blomflugor. Inga underarter finns listade i Catalogue of Life.